# رفول قلزي
رفول قُلزي أو رفول برونزي (الاسم العلمي: Parotia berlepschi)، نوع من الطيور المنتمية إلى جنس الرفول وفصيلة طائر الجنة. تقطن جبال فوجا في بابوا، إندونيسيا.